# Verkehr in Nordrhein-Westfalen

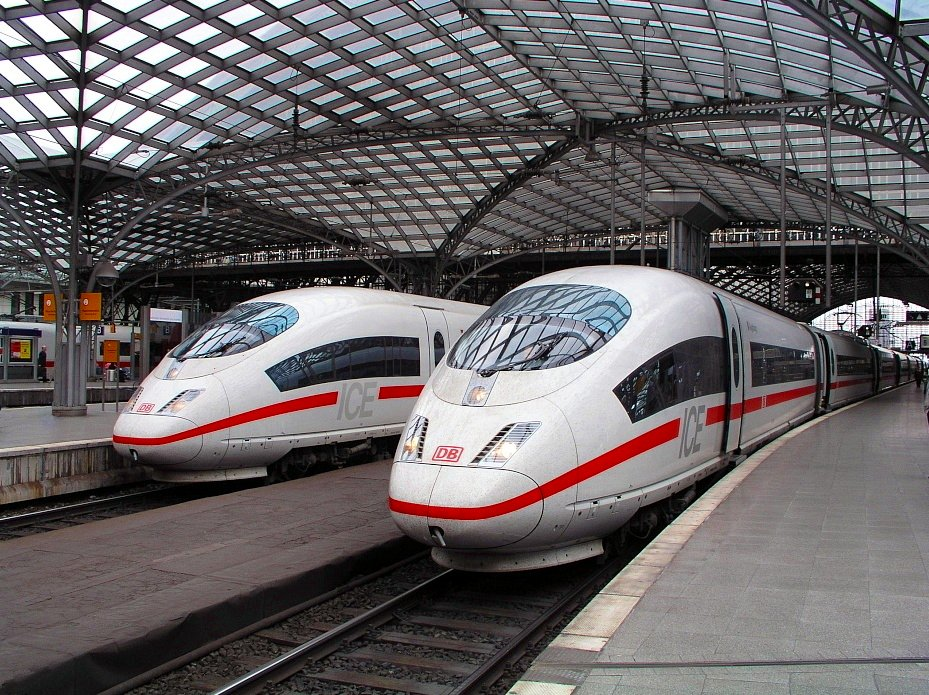
ICE 3 im Kölner Hauptbahnhof

Charakteristisch für den Verkehr in Nordrhein-Westfalen ist die Vielzahl von Verkehrsträgern und Transportmitteln und die damit erbrachte hohe Transportleistung in NRW. Außer Seehäfen sind in Nordrhein-Westfalen fast alle Ausprägungen moderner Verkehrsinfrastruktur vertreten. Durch die zentrale Lage des Landes im wichtigsten europäischen Wirtschaftsraum, seine hohe Bevölkerungsdichte und seine Industriereviere an Rhein und Ruhr zählt Nordrhein-Westfalen zu den am dichtesten erschlossenen Räumen Europas.

## Struktur

Die wichtigsten Verkehrsachsen treffen sich im Ballungsraum Rhein-Ruhr.

Die wichtigsten Landverkehrskorridore in Nordrhein-Westfalen laufen auf die Metropolregion Rhein-Ruhr zu und berühren die meisten der größten Städte in NRW. Regional gibt es im Verkehr große Unterschiede.
7 % der Landesfläche (2.389 km²) werden von Verkehrsbauwerken belegt. Den größten Anteil daran haben Flächen für den Straßenverkehr (54,4 % der Verkehrsflächen) und Wege (34,6 %), gefolgt vom Bahnverkehr mit 6,2 % (Stand Ende 2021).
Nach der Erhebung „Mobilität in Deutschland 2024“ wählten die Menschen in Nordrhein-Westfalen für ihre täglichen Wege hauptsächlich folgende Verkehrsarten (Modal Split):
- Fahrer im motorisieren Individualverkehr (MIV): 42 %
- Beifahrer im MIV: 13 %
- Fußverkehr: 25 %
- Radverkehr: 10 %
- Öffentlicher Verkehr: 10 %

## Straßen

### Infrastruktur

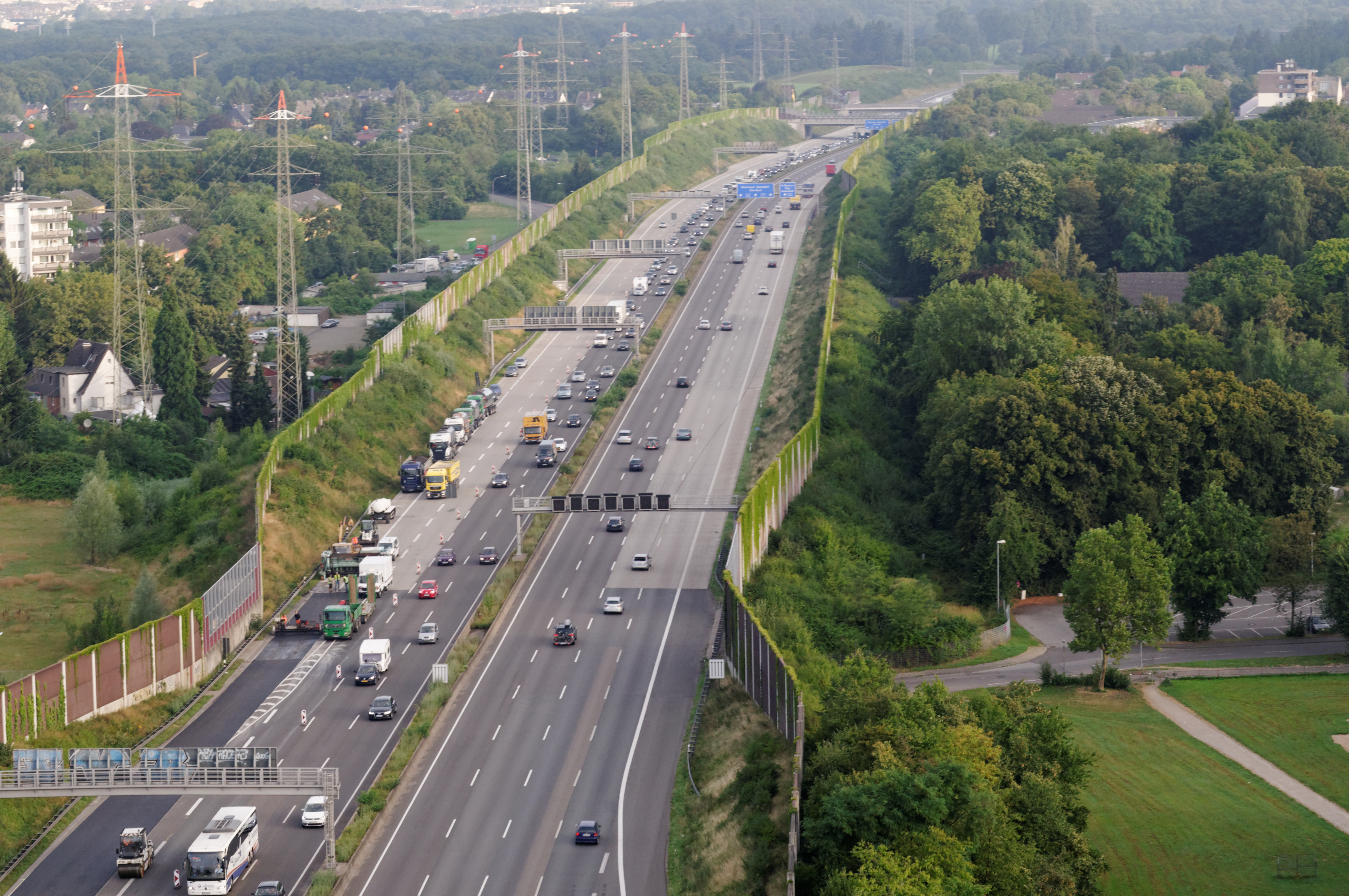
Autobahn 3/4 beim Dreieck Köln-Heumar, 2013

Das Straßen- und Wegenetz in NRW ist relativ dicht, insbesondere in den Ballungsräumen an Rhein und Ruhr. Das Autobahnnetz ist insgesamt 2.261 km lang.
- In Nord-Süd-Richtung verlaufen die Bundesautobahnen 1 (Puttgarden-Saarbrücken), 3 (Emmerich-Passau), 31 (Emden-Bottrop), 33 (Osnabrück-Bad Wünnenberg), 43 (Münster-Wuppertal), 45 (Dortmund-Seligenstadt), 57 (Kleve-Köln), 59 (Dinslaken-Bonn) und 61 (Kaldenkirchen-Hockenheim).
- In Ost-West-Richtung verlaufen die Bundesautobahnen 2 (Oberhausen-Berlin), 4 (Aachen-Görlitz), 30 (Bad Oeynhausen-Bad Bentheim), 40 (Straelen-Dortmund), 42 (Kamp-Lintfort-Castrop-Rauxel), 44 (Aachen-Kassel), 46 (Heinsberg-Bestwig) und 52 (Elmpt-Marl).

Das übrige überörtliche Netz besteht aus
- 4.422 km Bundesstraßen,
- 13.073 km Landesstraßen (Liste)
- und 9.752 km Kreisstraßen (Stand 2022).[4]

Etwa 16.500 km davon betreibt der Landesbetrieb Straßenbau NRW, Baulastträger der meisten übrigen Straßen sind die Landkreise und Gemeinden. Die Länge des Überortsnetzes ist seit der Jahrtausendwende insgesamt etwa gleich geblieben. Es wird ergänzt durch das ca. 94.600 km lange Netz der Gemeindestraßen (Stand Anfang 2014).

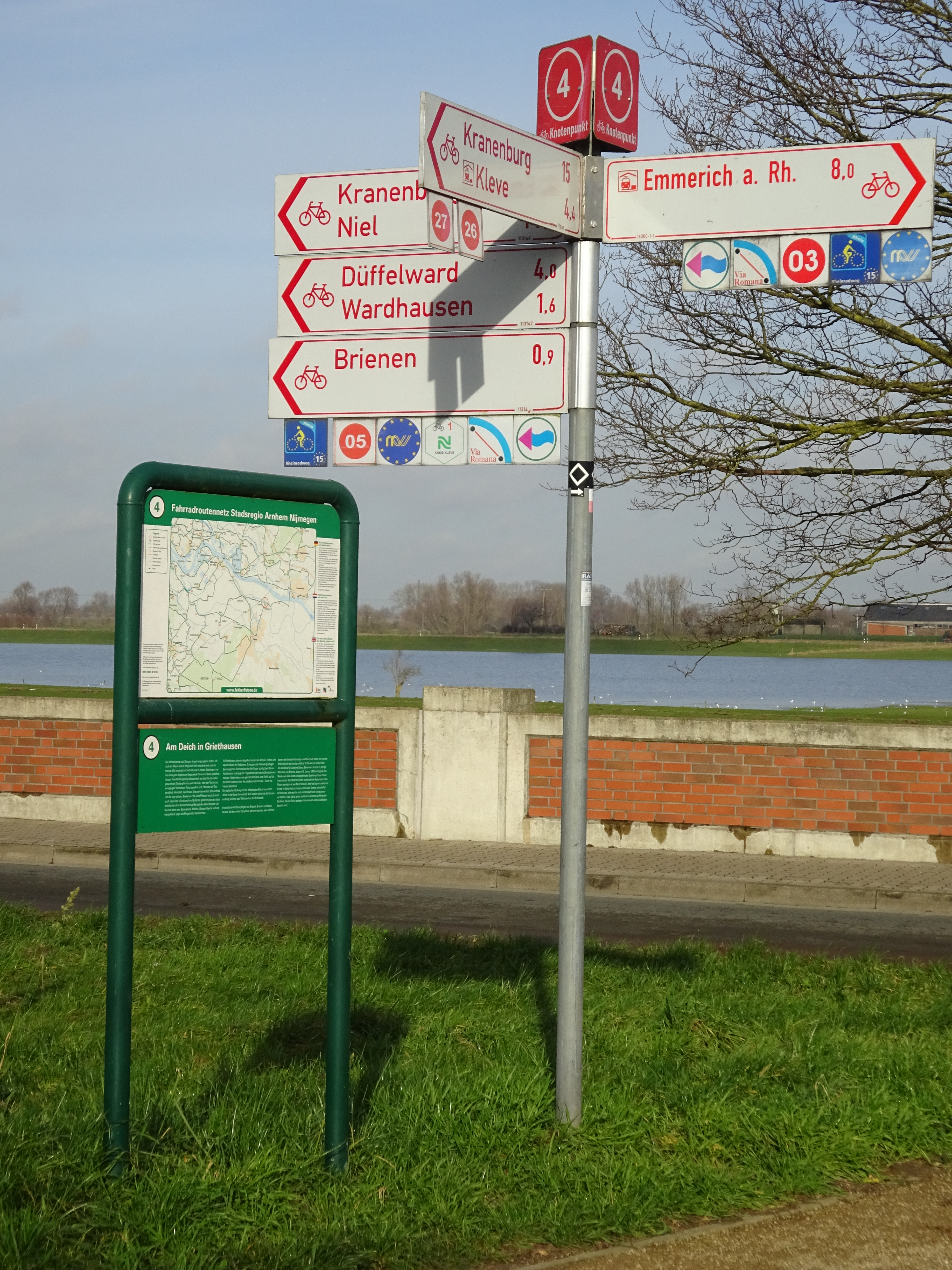
Fahrradbeschilderung mit Knotenpunktsystem in Kleve-Griethausen, 2018

Das landesweite Radverkehrsnetz NRW hat eine Gesamtlänge von ca. 18.000 km, ist weitgehend einheitlich beschildert und dient vor allem dem Alltagsverkehr. Mit der gleichen Beschilderung sind Themenrouten in das Radverkehrsnetz integriert. Gemeinsam mit den kommunalen Radverkehrsnetzen ergänzen sie die Radweginfrastruktur auf insgesamt knapp 30.000 km (Stand Mitte 2020). Die deutschlandweiten Radfernwege (D-Route) in NRW umfassen davon insgesamt 1.487 km. Im Land sind außerdem sieben regionale Radschnellwege geplant (Stand 2021). Vom Radschnellweg Ruhr, dem ersten und größten Projekt, wurde 2015 das erste Teilstück eröffnet.

### Kraftverkehr
In Nordrhein-Westfalen waren am Anfang 2025 etwa 12,6 Mio. Kraftfahrzeuge zugelassen, der Motorisierungsgrad lag mit 580 Pkw je 1000 Einwohner leicht unter dem Bundesdurchschnitt (2024: 590). Von den etwa 10,6 Mio. zugelassenen Pkw im Jahr 2024 knapp zwei Drittel Benziner und etwa 26 % Diesel-Pkw, 9 % waren Pkw mit Hybrid- oder reinem Elektroantrieb, etwa 1 % hatten andere Antriebsarten. Der Bestand aller Kraftfahrzeuge in NRW wuchs zwischen 2010 und 2018 jährlich um etwa 1–2 %.
Die Fahrleistung des Kraftverkehrs wuchs in den vergangenen Jahrzehnten, besonders auf den Autobahnen. 2019 wurden auf Autobahnen, Bundes- und Landesstraßen in NRW rund 85,8 Mrd. Kfz-Kilometer zurückgelegt, so viel wie nie zuvor. Seit der COVID-19-Pandemie wird weniger gefahren, die Verkehrsleistung betrug 2021 insgesamt 75,2 Mrd. Kfz-Kilometer. Der am stärksten befahrene Autobahnabschnitt NRWs und Deutschlands lag auf der A 3 und A 4 zwischen dem Kreuz Köln-Ost und dem Dreieck Heumar, er hatte 2021 eine durchschnittliche tägliche Verkehrsstärke (DTV) von etwa 166.000 Kfz. Im Vergleich der Bundesländer gab es auf den Autobahnen in NRW mit etwa 30 % der bundesweiten Stauereignisse, -kilometer und -stunden die meisten Verkehrsstaus.

### Radverkehr
Die Erhebung „Mobilität in Deutschland 2017“ erfasste 0,89 Fahrräder je Haushalt, was leicht unter dem Bundesdurchschnitt lag. Beim Fahrradklimatest 2022 wurden die Gemeinden in NRW eher schlecht bewertet. In ihrer Größenkategorie kamen Münster, Bocholt, Meckenheim, Wettringen und Reken auf bundesweite führende Plätze, gleichzeitig belegten Gemeinden in NRW oft die jeweils letzten Plätze. Einige Kommunen sind in der Arbeitsgemeinschaft fußgänger- und fahrradfreundlicher Städte, Gemeinden und Kreise organisiert.

### Verkehrssicherheit
Im Jahr 2024 starben in Nordrhein-Westfalen 485 Menschen im Straßenverkehr, das Minimum lag im Jahr 2021 bei 425 Getöteten. Seitdem stieg auch die Gesamtzahl der Straßenverkehrsunfälle an, die Anzahl der Verletzten sank gleichzeitig. Besonders hohe Anstiege der Todesfälle gab es 2024 bei Menschen auf dem E-Tretroller (8 Tote) und auf dem Krad (86 Tote). Die Zahl der getöteten Pedelec-Fahrenden (43) und Radfahrenden (37) stieg leicht, jedoch kamen weniger Menschen (89) zu Fuß im Verkehr um.

## Schienen

### Personenverkehr

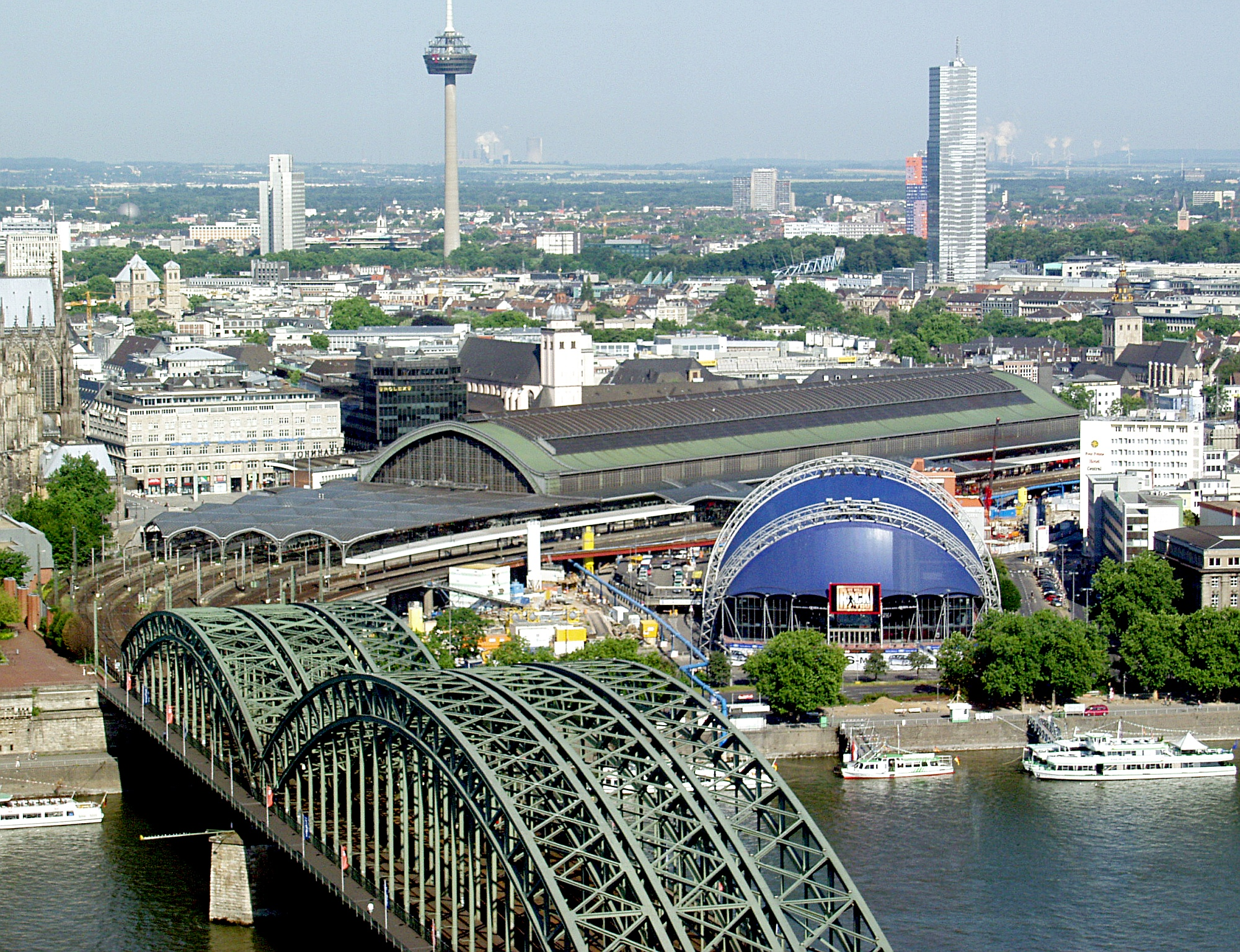
Der Kölner Hauptbahnhof und die Eisenbahnbrücke über den Rhein

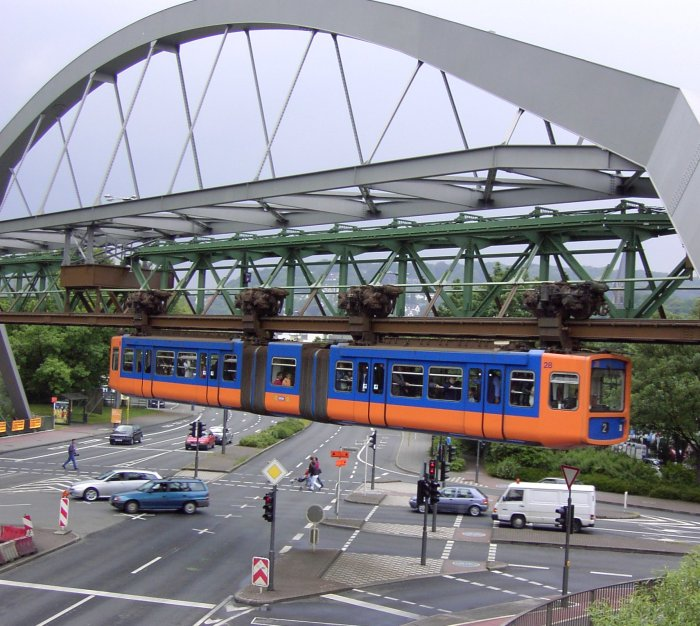
Das statistisch gesehen sicherste Verkehrssystem des Landes ist die Wuppertaler Schwebebahn.

Wichtigste Knotenbahnhöfe (Preisklasse 1) des Schienenpersonenfernverkehrs sind Dortmund, Düsseldorf, Duisburg, Essen, Köln Hbf und Köln Messe/Deutz.
Bahnhöfe der Preisklasse 2 sind: Aachen, Bielefeld, Bochum, Bonn, Düsseldorf Flughafen, Gelsenkirchen, Hagen, Hamm, Herford, Mönchengladbach, Münster, Neuss, Oberhausen, Paderborn, Rheine, Solingen und Wuppertal.
Die Grundlage für den Schienenpersonennahverkehr (SPNV) in Nordrhein-Westfalen bildet ein Integraler Taktfahrplan (ITF), der in Abstimmung mit den vier Verkehrsverbünden in Nordrhein-Westfalen, den Aufgabenträgern für den SPNV, entwickelt wurde. Nordrhein-Westfalen verfügt über drei zeitlich und räumlich aufeinander abgestimmte Zuggattungen für den SPNV:
- Regional-Express (RE) mit 26 Linien
- Regionalbahn (RB) mit 57 Linien
- S-Bahn
  - S-Bahn Rhein-Ruhr mit 16 Linien
  - S-Bahn Hannover in Minden (S1) sowie zwischen Lügde und Paderborn (S5)

2006 begannen die Planungen für den Rhein-Ruhr-Express (RRX). Dieser soll auf der Stammstrecke zwischen Köln und Dortmund die größten Städte Nordrhein-Westfalens verbinden und im 15-Minuten-Takt verkehren. Seit der Regionalisierung des SPNV gehört neben der Planung und Ausgestaltung der Verkehrsangebote die Bestellung der jeweiligen Linien zur Aufgabe der nordrhein-westfälischen Zweckverbände (siehe auch: Kooperationsraum). In Nordrhein-Westfalen bestehen derzeit flächendeckend mit allen Eisenbahnverkehrsunternehmen Verkehrsverträge mit unterschiedlichen Laufzeiten. Neun Eisenbahnverkehrsunternehmen teilen sich den Betrieb auf den Nahverkehrsstrecken. Die tariflichen Barrieren zwischen den z. Zt. acht Verkehrsverbünden und -gemeinschaften wurden durch den NRW-Tarif abgebaut. Vorgesehen ist eine Reduzierung der Verkehrsbereiche auf drei; heute gibt es dementsprechend bereits drei Zweckverbände (Rheinland, Rhein-Ruhr, Westfalen).
Siehe auch: Liste der SPNV-Linien in Nordrhein-Westfalen • Liste der Personenbahnhöfe in Nordrhein-Westfalen • IC-Linien • ICE-Linien

### Güterverkehr
Im Bereich des Güterverkehrs zählt der Bahnhof Hagen-Vorhalle zu den größten Rangierbahnhöfen in Deutschland. Der Bahnhof Köln Eifeltor war 2005 Deutschlands größter Containerumschlagbahnhof für den kombinierten Frachtverkehr Schiene/Straße.

## Flughäfen

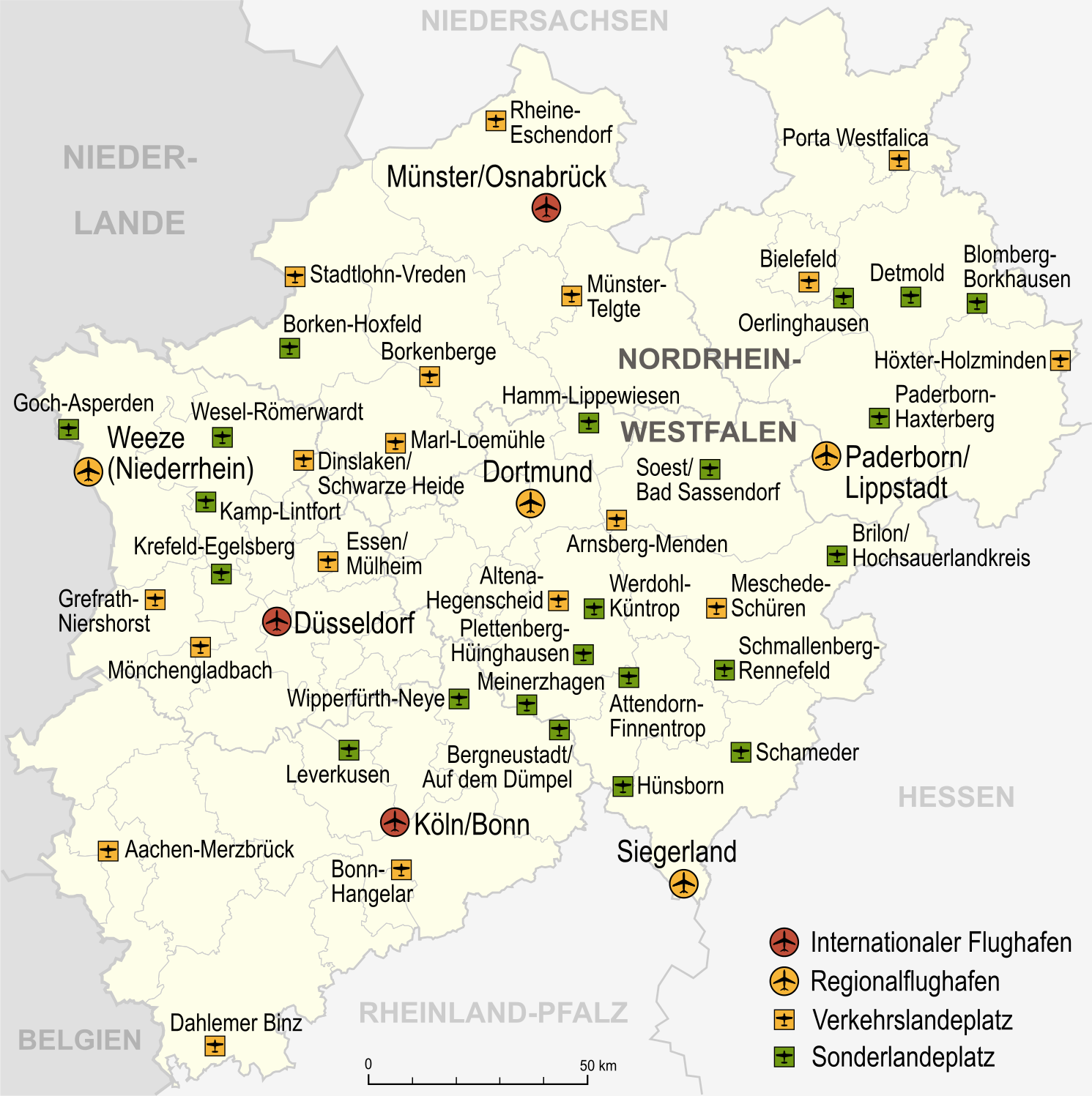
Flughäfen und Landeplätze in Nordrhein-Westfalen

Das wichtigste interkontinentale Drehkreuz ist der Flughafen Düsseldorf. Er ist den Passagierzahlen nach der drittgrößte Flughafen Deutschlands, von hier starten jährlich rund 22 Millionen Menschen mit 80 verschiedenen Fluggesellschaften zu weltweit 180 Zielen in 50 Ländern. Hauptsächlich kontinentale Flüge starten vom Flughafen Köln/Bonn, der auch einer der wichtigsten Frachtflughäfen Deutschlands ist. Weitere Flughäfen mit internationalen Verbindungen existieren in Dortmund mit dem Flughafen Dortmund, am Niederrhein in Weeze (Airport Weeze), in Greven mit dem Flughafen Münster/Osnabrück und in Büren mit dem Flughafen Paderborn/Lippstadt. Aachen ist an dem auf niederländischem Boden liegenden Flughafen Maastricht Aachen Airport beteiligt. Daneben gibt es noch kleinere und Regionalflughäfen, darunter den Verkehrslandeplatz Mönchengladbach, den Verkehrslandeplatz Essen/Mülheim, den Flughafen Siegerland bei Siegen und den Flugplatz Merzbrück bei Aachen.

## Wasserstraßen und Häfen

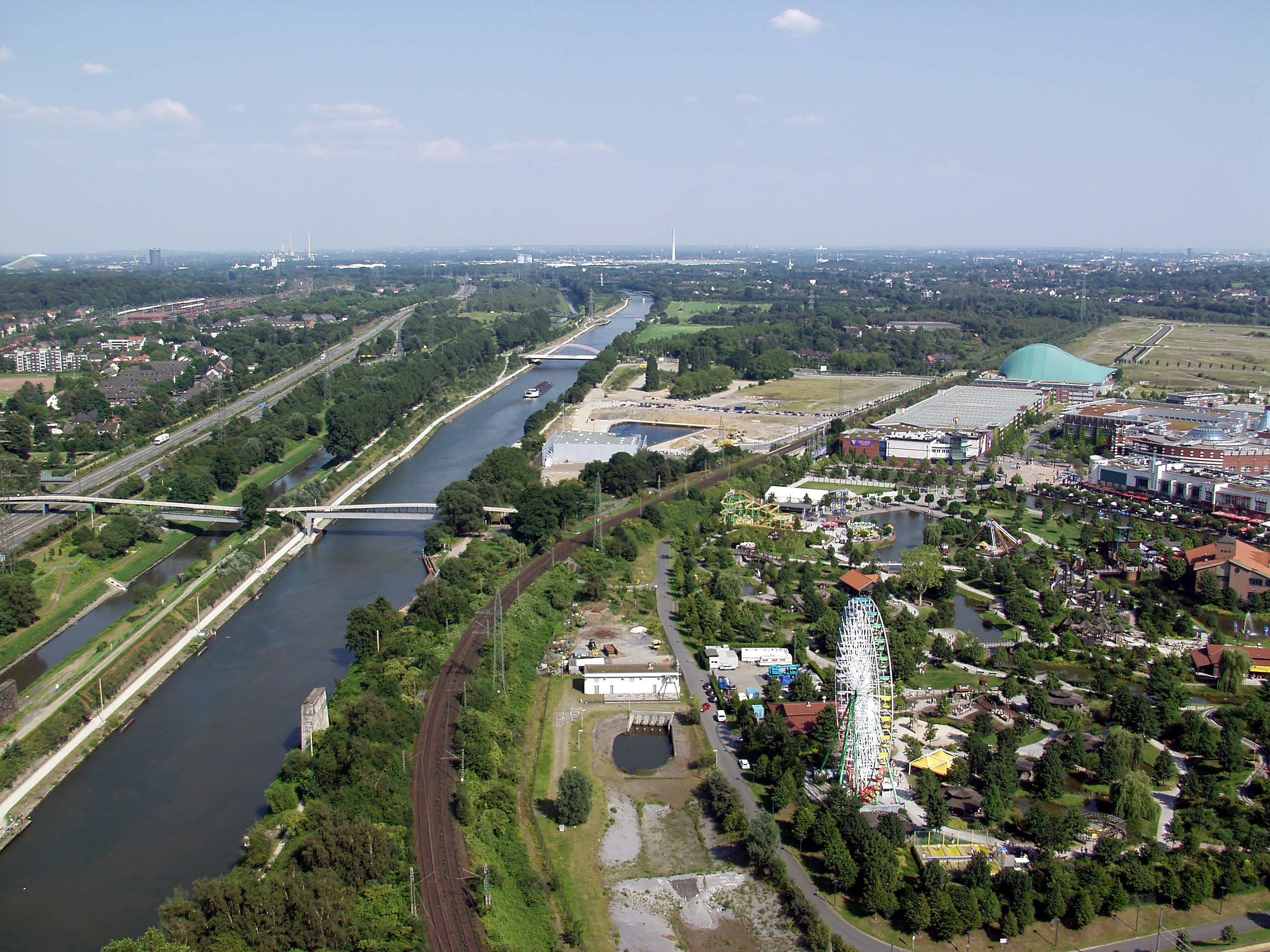
Rhein-Herne-Kanal bei Oberhausen

Das bedeutendste Gewässer in verkehrstechnischer Hinsicht in Nordrhein-Westfalen ist der Rhein. Im Güterverkehr spielt auch der Unterlauf der Ruhr bis zum Rhein-Ruhr-Hafen in Mülheim eine wichtige Rolle. Durchgängig schiffbar sind auch die Weser sowie in Teilen die Ems. In Datteln kreuzen sich vier Kanäle, Rhein-Herne-Kanal, Wesel-Datteln-Kanal, Datteln-Hamm-Kanal und Dortmund-Ems-Kanal, die damit einen bedeutenden Knotenpunkt für die Binnenschifffahrt bilden. Eine Sehenswürdigkeit ist das Schiffshebewerk Henrichenburg. Über die genannten Schifffahrtskanäle und den im nördlichen Nordrhein-Westfalen verlaufenden Mittellandkanal werden der Rhein, die Weser und weitere, östlich gelegene, Wasserstraßen miteinander verbunden. Sowohl der Duisburger Hafen als größter Binnenhafen Europas als auch der Dortmunder Hafen als größter Kanalhafen Europas befinden sich im Ruhrgebiet. Am Wasserstraßenkreuz Minden befindet sich der RegioPort OWL als moderner Containerhafen.